# チリの競馬
チリの競馬（チリのけいば）では、チリにおける競馬について記述する。

## 概要
他の南米主要競馬開催国と大きく異なり、2歳・3歳馬の短距離競走に特化している。3歳の一流馬はナシオナル三冠に挑むが、古馬になると一流馬は海外へ移籍するものが多い。
サンティアゴやバルパライソといった首都圏に主要3団体があるほか、地方にも競馬場があるが、全国的な統一運営組織はなく、中央と地方の格差は大きい。

### 主要3団体
- サンティアゴ馬事協会 - 首都サンティアゴにあり、南米でも古く伝統のある競馬場を持つ。芝競馬を行う。ナシオナル三冠の1戦目、エル・エンサーヨを開催する。
- チリ競馬場協会 - サンティアゴにある。ダート小回りの競馬場で、ナシオナル三冠の2戦目、チリ・セントレジャーを開催する。
- バルパライソ・スポーティングクラブ - 国民議会のある港町バルパライソにある。芝の平坦コース。ナシオナル三冠の最終戦、エルダービーを開催する。

## 歴史

### ウマの起源
もともと南アメリカ大陸にはウマはいなかった。初めてウマを持ち込んだのはコロンブスで、アメリカ大陸を発見した時にはウマを連れていなかったが、2度めに渡米した時は種牡馬20頭と多くの繁殖牝馬を連れて行った。ウマは現地で原住民を怖がらせて支配するのに都合が良かったし、奴隷100人に値するほど高価だった。16世紀以降、ヨーロッパからアメリカへ向かう船はウマを乗せていくのが常となった。
チリでは1536年には少なくとも500頭から600頭のウマがいた。スペイン人はメキシコやペルーで競馬を行い、これが中央・南アメリカ各地へ広まったと考えられている。最初期にはペルーの競走馬がチリも含めた各地へ遠征していた。古い時代に用いられた競走馬の品種は主にペルー産のコステーニャ種、アンダルシア馬のカバロ・チレノ種、ブラジル産のクリオロ種だった。

### サラブレッド競馬
南米に最初にサラブレッドによる近代競馬が持ち込まれたのは1835年頃のことで、アメリカ公使がアメリカからサラブレッドを持込み、現地のチリ産馬の勝負を受けたのが始まりである。チリの競馬界の大物が挑み、大観衆の前でアメリカ公使は自ら騎乗したサラブレッドで楽勝してみせた。10年後にはオーストラリアからサラブレッド種牡馬が寄贈されたが、当時のチリの生産者は、伝統的なチリ産のウマの純粋生産を重んじたため、はじめはサラブレッドは根付かなかった。
まもなく港町バルパライソでバルパライソスポーティングクラブが組織され、イギリス風の競馬が行われるようになった。1882年に第1回のチリダービー（エルダービー）が開催され、すぐに成績書や血統書が整備された。また、同じ頃にサンティアゴでもサンティアゴ馬事協会が組織され、「エル・エンサーヨ」（主要競走参照）を開催した。これが後にチリ競馬の中核に発展した。1903年には官民共同でチリ競馬協会が創立された。チリ国内の競馬は概ね、これら3団体によって行われている。

### 近年の動向
1961年に創設されたチリ大賞（グランプリ・デ・チリ）は3団体の持ち回りで開催されたが、現在は行われていない。1960年代にはアメリカの生産者の間で南米血統が流行し、チリからもアメリカへ向けて種牡馬が輸出された。
その後3団体の競走を経て、1990年代には、チリの競馬は主に2歳・3歳馬による短距離戦が主流になった。中長距離以上の競走は年に数えるほどしか行われない。
他の南米諸国の大レース、特に南米屈指の大レースであるアルゼンチンのカルロスペレグリーニ大賞を敬遠する傾向がある。その理由は、この競走が蒸し暑い夏に行われるためで、比較的気候が安定し避暑地となっているチリ競馬の関係者が厳しい暑さを回避するためである。

## 主要競走
年間を通して競馬が行われるが、南半球であるので、7月に加齢する。
アルゼンチン、ウルグアイ、ブラジル、ペルーと異なり、2・3歳の短距離戦に特化した独特の競走体系で、基本的に、上記3団体がそれぞれ独自のクラシック体系を有している。これらを勝ち抜いたものがナシオナル三冠に向かう。ナシオナル三冠戦は、3団体で1戦ずつ行われる。芝とダートが混在しているが、近年は競走馬の芝とダートそれぞれに特化する傾向があるため、三冠全てを制するのは困難とされている。過去に13頭の三冠馬が誕生している。これが終わると一流馬は海外へ移籍するものが多い。

### ナシオナル三冠戦
- エル・エンサーヨ （Premio El Ensayo）- G1。サンティアゴ馬事協会。芝2400メートル。1873年創設で国内最古。10月（南半球のチリでは春）に開催[9]。
- チリ・セントレジャー （St. Leger）- G1。チリ競馬協会。ダート2200メートル。1886年創設。かつてはバルパライソスポーティングクラブが芝3000メートルで開催していたが、1969年にチリ競馬協会が開催権を買収し、ダート2400メートルで開催するようになった。その後距離が現在の2200メートルに短縮。12月（南半球のチリでは初夏）に開催[10]。
- エル・ダービー （El Derby）- G1。バルパライソスポーティングクラブ。芝2400メートル。1882年創設。2月（南半球のチリでは夏）に開催[11]。

### その他の主な競走
「主な競走」は『海外競馬完全読本』p268に基づいた。

#### チリ競馬協会
- タンテオ・デ・ポトリリョス（Premio Tanteo de Potrillos） - G1。2歳牡馬。ダート1500メートル。
- タンテオ・デ・ポトランカス （Premio Tanteo de Potrancas）- G1。2歳牝馬。ダート1500メートル。

- チリグランクリテリウム （Gran Criterium）- G1。3歳。ダート1900メートル。
- ドスミルギニー（チリ2000ギニー）（Premio Dos Mil Guineas） - G1。3歳牡牝。ダート1600メートル。
- ミルギニー（チリ1000ギニー）（Premio Mil Guineas） - G1。3歳牝。ダート1600メートル。
- アルベルト・ソラリ・マグナスコ賞 （Premio Alberto Solari Magnasco）- G1。3歳牝。ダート2000メートル。

- チリ競馬場大賞（Gran Premio Hipodrómo Chile） - G1。3歳以上。ダート2200メートル。古馬の大レースだが小回り競馬場のため敬遠される傾向にある。

#### サンティアゴ馬事協会
- アルベルト・ヴィアル・インファンテ賞（Premio Alberto Vial Infante） - G1。2歳牡。芝1600メートル。
- アルトゥロ・ライオン・ペーニャ賞 （Premio Arturo Lyon Pena）- G1。2歳牝。芝1600メートル。

- ポリャ・デ・ポトリリョス（Premio Polla de Potrillos） - G1。3歳牡牝。芝1700メートル。
- ポリャ・デ・ポトランカス （Premio Polla de Potrancas）- G1。3歳牝。芝1700メートル。
- ナシオナル・リカルド・ライオン（Premio Nacional Ricardo Lyon） - G1。3歳。芝2000メートル。
- ラスオークス （Premio Las Oaks）- G1。3歳牝。芝2000メートル。

- サンティアゴ馬事協会賞（Premio Club Hipico de Santiago） - G1。3歳以上。芝2000メートル。ダート戦を好まない古馬にとっての大レースの一つ。

#### バルパライソスポーティングクラブ
- コパ・デ・プラタ賞（Premio Copa de Plata） - G2（2014年から、2013年まではG1）[12]。2歳。芝1500メートル。

#### 持ち回り開催
- ラテンアメリカ大賞(Gran Premio Latinoamericano） - G1。ペルー、ブラジル、ウルグアイ、アルゼンチンとの持ち回り。

## 現在のチリの主な平地競走のレース日程（G1競走のみ）
- 8月- （第1週）ポリャ・デ・ポトリリョス[13]、ポリャ・デ・ポトランカス[14]（第5週）ミルギニー[15]
- 9月- （第1週）ドスミルギニー[16]
- 10月- （第1週）ナシオナル・リカルド・ライオン[17]、チリグランクリテリウム[18]（第5週）アルベルト・ソラリ・マグナスコ賞[19]
- 11月- （第1週）エル・エンサーヨ[20]
- 12月- （第1週）ラスオークス[21]（第2週）チリセントレジャー[22]
- 2月- （第1週）エルダービー[23]
- 4月- （第5週）チリ競馬場大賞[24]
- 5月-（第4週）サンティアゴ馬事協会賞[25]
- 6月- （第3週）タンテオ・デ・ポトランカス[26]（第4週）アルベルト・ヴィアル・インファンテ賞[27]、タンテオ・デ・ポトリリョス[28]、アルトゥロ・ライオン・ペーニャ賞[29]

## 著名な競走馬
- オールドボーイ（Old Boy） - チリ産アングロアラブ。36戦33勝、うちステークス勝ちが31勝。三冠のうち二冠は出走しなかったがセントレジャーに勝った。国内の主要競走を数年にわたって連覇し、種牡馬としても成功した。
- クーガー（Cougar） - チリ産サラブレッド。ボワルセル系のテイルオブトゥーシティース（Tale of Two Cities）の産駒。アメリカにわたって活躍し、1972年にアメリカの芝部門の最優秀古牡馬になった。種牡馬としてもアメリカで成功した。

## 著名な人物
- ホアン・リベラ - 騎手。アントファガスタ出身で、4000勝以上をあげ、64歳を過ぎても騎乗して勝利をあげた[30]。

## 主な競馬場
- バルパライソ競馬場
- チリ競馬場
- クラブイピコデサンティアゴ競馬場